# Lijst van voetbalinterlands Bulgarije - Sovjet-Unie
Deze lijst van voetbalinterlands is een overzicht van alle officiële voetbalwedstrijden tussen de nationale teams van Bulgarije en Sovjet-Unie. De landen hebben twaalf keer tegen elkaar gespeeld. De eerste ontmoeting was een vriendschappelijke wedstrijd in Sofia op 21 juli 1957. Het laatste duel, eveneens een vriendschappelijke wedstrijd, vond plaats op 21 februari 1989 in de Bulgaarse hoofdstad.

## Wedstrijden
| №  | Plaats     | Datum            | Competitie        | Wedstrijd               | Uitslag |
| -- | ---------- | ---------------- | ----------------- | ----------------------- | ------- |
| 1  | Sofia      | 21 juli 1957     | Vriendschappelijk | Bulgarije − Sovjet-Unie | 0 − 4   |
| 2  | Sofia      | 29 november 1964 | Vriendschappelijk | Bulgarije − Sovjet-Unie | 0 − 0   |
| 3  | Sofia      | 8 oktober 1967   | Vriendschappelijk | Bulgarije − Sovjet-Unie | 1 − 2   |
| 4  | Sofia      | 5 mei 1970       | Vriendschappelijk | Bulgarije − Sovjet-Unie | 3 − 3   |
| 5  | Sofia      | 6 mei 1970       | Vriendschappelijk | Bulgarije − Sovjet-Unie | 0 − 0   |
| 6  | Sofia      | 28 april 1971    | Vriendschappelijk | Bulgarije − Sovjet-Unie | 1 − 1   |
| 7  | Sofia      | 29 maart 1972    | Vriendschappelijk | Bulgarije − Sovjet-Unie | 1 − 1   |
| 8  | Moskou     | 7 juni 1972      | Vriendschappelijk | Sovjet-Unie − Bulgarije | 1 − 0   |
| 9  | Plovdiv    | 28 maart 1973    | Vriendschappelijk | Bulgarije − Sovjet-Unie | 1 − 0   |
| 10 | Sofia      | 24 maart 1976    | Vriendschappelijk | Bulgarije − Sovjet-Unie | 0 − 3   |
| 11 | Simferopol | 28 maart 1979    | Vriendschappelijk | Sovjet-Unie − Bulgarije | 3 − 1   |
| 12 | Sofia      | 21 februari 1989 | Vriendschappelijk | Bulgarije − Sovjet-Unie | 1 − 2   |

## Samenvatting
| Competitie        | Totaal gespeeld | Winst Bulgarije | Gelijk | Winst Sovjet-Unie | Doelsaldo Bulgarije – Sovjet-Unie |
| ----------------- | --------------- | --------------- | ------ | ----------------- | --------------------------------- |
| Vriendschappelijk | 12              | 1               | 5      | 6                 | 9 − 20                            |
| Totaal            | 12              | 1               | 5      | 6                 | 9 − 20                            |

Wedstrijden bepaald door strafschoppen worden, in lijn met de FIFA, als een gelijkspel gerekend.

## Details

### Elfde ontmoeting
| Vriendschappelijk (Simferopol, Sovjet-Unie, 28 maart 1979): |              | |
| Sovjet-Unie | 3 – 1        | Bulgarije |
| Oleh Blochin 5' Ramaz Shengelia 7' Yuriy Gavrilov 83' | goals        | 30' Pavel Panov |
| Nikita Simonyan | bondscoach   | Yanko Dinkov |
| Nikolai Gontar Sergei Prigoda Yuriy Adzhem Alexandr Makhovikov Alexandr Bubnov Vitaliy Daraselia Vladimir Bessonov 34' Vakhtang Koridze Vladimir Gutsayev Ramaz Shengelia Oleh Blochin | opstellingen | Stefan Staykov Tsonyo Vasilev Lyuben Kolev Georgi Bonev 15' Yordan Stoykov Georgi Denev Radoslav Zdravkov Aleksandar Raynov Spas Dzhevizov Pavel Panov Chavdar Tsvetkov |
| Yuriy Gavrilov 34' | wissels      | 15' Aleksandar Ivanov |
| Sergei Prigoda ??' | gele kaarten | ??' Tsonyo Vasilev ??' Georgi Denev |
| - Debuut van Yuriy Adzhem (CSKA Moskou), Vakhtang Koridze en Ramaz Shengelia (beiden Dinamo Tbilisi) voor de Sovjet-Unie.                                                              |              | |

BFS · A-internationals · Selecties · Bondscoaches · Bulgaars vrouwenelftal · Olympisch elftal · Bulgarije U21 · Bulgarije U20 · Bulgarije U19 · Bulgarije U18 · Bulgarije U17 · Bulgarije U16
1924 – 1929 · 
1930 – 1939 · 
1940 – 1949 · 
1950 – 1959 · 
1960 – 1969 · 
1970 – 1979 · 
1980 – 1989 · 
1990 – 1999 · 
2000 – 2009 · 
2010 – 2019 ·
2020 − 2029
EK 1996 · 
EK 2004
WK 1962 · 
WK 1966 · 
WK 1970 · 
WK 1974 · 
WK 1986 · 
WK 1994 · 
WK 1998
OS 1924 · 
OS 1952 · 
OS 1956 · 
OS 1960 · 
OS 1968
1924 · 
1925 · 
1926 · 
1927 · 
1928 ·
1929 · 
1930 · 
1931 · 
1932 · 
1933 · 
1934 · 
1935 · 
1936 · 
1937 · 
1938 · 
1939 · 
1940 · 
1941 ·
1942 · 
1943 · 
1944 · 1945 · 
1946 ·
1947 · 
1948 · 
1949 · 
1950 · 
1952 · 
1952 · 
1953 · 
1954 · 
1955 · 
1956 · 
1957 · 
1958 · 
1959 · 
1960 · 
1961 · 
1962 · 
1963 · 
1964 · 
1965 · 
1966 · 
1967 · 
1968 · 
1969 · 
1970 · 
1971 · 
1972 · 
1973 · 
1974 · 
1975 · 
1976 · 
1977 · 
1978 · 
1979 · 
1980 · 
1981 · 
1982 · 
1983 · 
1984 · 
1985 · 
1986 · 
1987 · 
1988 · 
1989 · 
1990 · 
1991 · 
1992 · 
1993 · 
1994 · 
1995 · 
1996 · 
1997 · 
1998 · 
1999 · 
2000 · 
2001 · 
2002 · 
2003 · 
2004 · 
2005 · 
2006 · 
2007 · 
2008 · 
2009 · 
2010 · 
2011 · 
2012 · 
2013 · 
2014 · 
2015 ·
2016 ·
2017 ·
2018 ·
2019 ·
2020 ·
2021 ·
2022 ·
2023 ·
2024
Albanië ·
Algerije ·
Andorra ·
Argentinië ·
Armenië ·
Australië ·
Azerbeidzjan ·
België ·
Bolivia ·
Bosnië en Herzegovina ·
Brazilië ·
Canada · 
Chili ·
Cuba ·
Cyprus ·
DDR ·
Denemarken ·
Duitsland ·
Ecuador ·
Egypte ·
Engeland ·
Estland ·
Finland ·
Frankrijk ·
Georgië ·
Gibraltar ·
Griekenland ·
Hongarije ·
Ierland ·
IJsland ·
Indonesië ·
Iran ·
Israël ·
Italië ·
Jamaica ·
Japan ·
Joegoslavië ·
Jordanië ·
Kameroen ·
Kazachstan ·
Koeweit ·
Kosovo ·
Kroatië ·
Letland ·
Libanon ·
Litouwen ·
Luxemburg ·
Malta ·
Marokko ·
Mexico ·
Moldavië ·
Montenegro ·
Nederland ·
Nieuw-Caledonië ·
Nigeria ·
Noord-Ierland ·
Noord-Korea ·
Noord-Macedonië ·
Noorwegen ·
Oekraïne ·
Oman ·
Oostenrijk ·
Paraguay ·
Peru ·
Polen ·
Portugal ·
Qatar ·
Roemenië ·
Rusland ·
San Marino ·
Saoedi-Arabië ·
Schotland ·
Servië ·
Servië en Montenegro ·
Slovenië ·
Slowakije ·
Sovjet-Unie ·
Spanje ·
Tanzania ·
Thailand ·
Tsjechië ·
Tsjecho-Slowakije ·
Tunesië ·
Turkije ·
Uruguay ·
Verenigde Arabische Emiraten ·
Wales ·
Wit-Rusland ·
Zuid-Afrika ·
Zuid-Korea ·
Zweden ·
Zwitserland
FFUSSR · A-internationals · Bondscoaches · Vrouwenelftal van de Sovjet-Unie · Sovjet-Unie U18 · Sovjet-Unie U16
1920 – 1929 · 
1950 – 1959 · 
1960 – 1969 · 
1970 – 1979 · 
1980 – 1989 · 
1990 – 1992
EK 1960 · 
EK 1964 · 
EK 1968 · 
EK 1972 · 
EK 1976 · 
EK 1980 · 
EK 1984 · 
EK 1988 · 
EK 1992** 
WK 1958 · 
WK 1962 · 
WK 1966 · 
WK 1970 · 
WK 1974 · 
WK 1978 · 
WK 1982 · 
WK 1986 · 
WK 1990
OS 1952 ·
OS 1956 ·
OS 1960 · 
OS 1964 · 
OS 1968 · 
OS 1972 ·
OS 1976 ·
OS 1980 ·
OS 1984 · 
OS 1988
1923 · 
1924 · 
1925 · 
1926–1951 · 
1952 · 
1953 · 
1954 · 
1955 · 
1956 · 
1957 · 
1958 · 
1959 · 
1960 · 
1961 · 
1962 · 
1963 · 
1964 · 
1965 · 
1966 · 
1967 · 
1968 · 
1969 · 
1970 · 
1971 · 
1972 · 
1973 · 
1974 · 
1975 · 
1976 · 
1977 · 
1978 · 
1979 · 
1980 · 
1981 · 
1982 · 
1983 · 
1984 · 
1985 · 
1986 · 
1987 · 
1988 · 
1989 · 
1990 · 
1991 · 
1992** 
Algerije ·
Argentinië ·
België ·
Brazilië ·
Bulgarije ·
Canada ·
Chili ·
China ·
Colombia ·
Costa Rica ·
Cyprus ·
DDR ·
Denemarken ·
Duitsland ·
El Salvador ·
Engeland ·
Finland ·
Frankrijk ·
Griekenland ·
Guatemala ·
Hongarije ·
Ierland ·
IJsland ·
India ·
Iran ·
Israël ·
Italië ·
Japan ·
Joegoslavië ·
Kameroen ·
Koeweit ·
Luxemburg ·
Marokko ·
Mexico ·
Nederland ·
Nieuw-Zeeland ·
Noord-Ierland ·
Noord-Korea ·
Noorwegen ·
Oostenrijk ·
Peru ·
Polen ·
Portugal ·
Roemenië ·
Schotland ·
Spanje ·
Syrië ·
Tsjecho-Slowakije ·
Tunesië ·
Turkije ·
Uruguay ·
Verenigde Staten ·
Wales ·
Zweden ·
Zwitserland
België (1982) ·
Duitsland (1972) ·
Joegoslavië (1960) ·
Nederland (1988) ·
Polen (1982) ·
Spanje (1964)
** = Onder de naam Gemenebest van Onafhankelijke Staten